# Virididentex acromegalus
Virididentex acromegalus  (лат.) — вид лучепёрых рыб семейства спаровых (Sparidae).
Распространены в восточной части Атлантики, эндемик прибрежных вод Кабо-Верде. 
Достигают в длину 52 см.
Virididentex acromegalus является придонным видом. Обитают среди коралловых рифов на каменистом дне на глубине 40—60 м.